# 11511 Billknopf
11511 Billknopf è un asteroide della fascia principale. Scoperto nel 1990, presenta un'orbita caratterizzata da un semiasse maggiore pari a 2,723580 UA e da un'eccentricità di 0,184418, inclinata di 12,613996° rispetto all'eclittica. Ha un diametro di 6,088 km. Ha un periodo di rotazione di 22,4006 ore.